# Чупрово (Калганський район)
Чу́прово (рос. Чупрово) — село у складі Калганського району Забайкальського краю, Росія. Адміністративний центр та єдиний населений пункт Чупровського сільського поселення.

## Населення
Населення — 524 особи (2010; 581 у 2002).
Національний склад (станом на 2002 рік):
- росіяни — 99 %